# Физика металлов и металловедение
Физика металлов и металловедение — российский рецензируемый научный журнал, посвящённый изучению свойств металлов, металлических сплавов и соединений.

## Общая информация
Научный журнал «Физика металлов и металловедение» основан в 1955 году и публикует работы в области экспериментального и теоретического исследования структуры, электрических, магнитных, тепловых, оптических, механических и других свойств металлов, металлических сплавов и соединений.
В журнале публикуются научные обзоры и статьи, написанные специалистами в области фундаментальных, прикладных и технологических исследований. Ежегодный объем публикаций достигает 250 статей, поступающих из более чем ста ведущих российских и зарубежных научных учреждений. Редакция журнала расположена в Екатеринбурге на базе Института физики металлов УрО РАН.
В год выходит 13 выпусков (12 выпусков на русском и английском языках и 13-й выпуск только на английском языке).
Название англоязычной версии журнала: «The Physics of Metals and Metallography» (ISSN PRINT: 0031-918X; ISSN ONLINE: 1555-6190).

## Регулярные разделы журнала
- Теория металлов
- Электрические и магнитные свойства
- Структура, фазовые превращения и диффузия
- Прочность и пластичность

## Редколлегия
Главный редактор
- академик РАН :Н. В. Мушников

Заместитель главного редактора
- академик РАН В. М. Счастливцев

Ответственный секретарь
- к.ф.-м.н. Е. Г. Герасимов

Члены редколлегии
- д.ф.-м.н. Н. Г. Бебенин
- д.ф.-м.н. Р. З. Валиев*
- д.ф.-м.н. Ю. Н. Горностырев
- д.т. н. М. В. Дегтярев
- д.ф.-м.н. А. Е. Ермаков
- к.ф.-м.н. А. В. Королев
- д.ф.-м.н. М. А. Коротин
- д.ф.-м.н. Л. Г. Коршунов
- д.ф.-м.н. В. В. Марченков
- д.ф.-м.н. Д. А. Мирзаев
- академик РАН Н. В. Мушников
- к.ф.-м.н. В. В. Николаев
- д.ф.-м.н. С. Г. Овчинников
- д.т. н. В. В. Попов
- д.ф.-м.н. С. Д. Прокошкин
- д.ф.-м.н. В. Г. Пушин
- чл.-корр. РАН В. В. Рыбин
- чл.-корр. РАН В. В. Сагарадзе
- чл.-корр. РАН В. П. Силин
- д.ф.-м.н. Ю. И. Чумляков
- д.ф.-м.н. В. Г. Шавров
- д.ф.-м.н. М. А. Штремель

## Учредители
- Российская академия наук
- Уральское отделение РАН
- Институт физики металлов УрО РАН

## Издатели
Версия журнала русском языке журнал выпускается ФГУП Издательство «Наука».
Версия журнала на английском языке выпускается компанией Springer.
Журнал переводится на английский язык издательской группой «Pleiades Publishing» и включен в мировой перечень переводных изданий и ведущих систем цитирования: World Translation Index, Astrophysics Data System (ADS), Current Contents/Engineering, Computing and Technology, Current Contents/Physical, Chemical and Earth Sciences, Science Citation Index, Journal Citation Reports/Science Edition, SCOPUS, EI-Compendex, INSPEC, Chem-Web, Google Scholar, Academic OneFile, Summon by Serial Solutions, Gale, OCLC, INIS Atomindex, Materials Science Citation Index, Science Citation Index Expanded (SciSearch), SCImago.
Название англоязычной версии журнала: «The Physics of Metals and Metallography» (ISSN PRINT: 0031-918X; ISSN ONLINE: 1555-6190).